# Theo-Ben Gurirab
Theo-Ben Gurirab (Usakos, 23 de janeiro de 1938 – Windhoek, 14 de julho de 2018) foi um professor e político namibiano.

## Biografia
Exilado entre 1962 e 1989, Gurirab foi representante da missão da SWAPO nas Nações Unidas e nos Estados Unidos por 8 anos (1964 a 1972), chefiou a mesma entre 1972 e 1986 e secretário de Relações Exteriores no período 1986-1990, quando a Namíbia virou um país independente. Como Ministro de Relações Exteriores, foi eleito presidente da Assembleia Geral das Nações Unidas em setembro de 1999, permanecendo por um ano. Em seu mandato, destacou-se a reincorporação de Walvis Bay ao território namibiano, mediada por ele.
Como político, foi primeiro-ministro da Namíbia na gestão de Sam Nujoma, exercendo o cargo entre 28 de agosto de 2002 e 20 de março de 2005, quando Nahas Angula o substituiu. Pouco depois, foi eleito presidente da Assembleia Nacional, onde permaneceria durante 10 anos. Em 2014, não conseguiu figurar na lista de candidatos que disputariam vagas na Assembleia, tendo sua cadeira herdada por Peter Katjavivi.

## Morte
Em 14 de julho de 2018, aos 80 anos de idade, Gurirab faleceu num hospital de Windhoek. Sua morte foi confirmada pelo presidente da Namíbia, Hage Geingob, a quem sucedera como primeiro-ministro em 2002. Era casado com Joan Guriras, com quem teve 2 filhos.